# Barack the Barbarian

Barack the Barbarian ist eine 2009 veröffentlichte US-amerikanische Comicserie des unabhängigen Verlags Devil’s Due Publishing. Der Zeichner ist Christopher Schons, die Texte kommen von Larry Hama.
Auf die zunächst als abgeschlossene Reihe mit vier Ausgaben konzipierte Comicserie folgte im Januar 2010 ein One Shot mit dem Titel The Fall of Red Sarah. Die Comics stellen Barack Obama, den von 2009 bis 2017 amtierenden 44. Präsidenten der Vereinigten Staaten, als Titelfigur dar. Der Rahmen ist, wie auch die Hauptfigur, an den Barbarenfilm Conan der Barbar und dessen von Arnold Schwarzenegger verkörperte Hauptfigur angelehnt. Weitere Figuren sind zeitgenössischen Politikern wie Sarah Palin, George W. Bush und Dick Cheney nachempfunden.

## Handlung
Die Handlung ist in der Stadt Warshingstun angesiedelt, in der jedes gesprochene Wort eine Lüge und jede Seele käuflich ist. Einer Stadt, in der Männer mit dunklen Geheimnissen Handel treiben und die von einer starken Droge mit dem Namen Einfluss beherrscht wird. Barack reitet auf einem Esel in die Stadt um die Dinge in Ordnung zu bringen. Er ist umgeben von der Zauberin Hilaria, deren Mann, dem verschlagenen Halbgott Biil, dem Gott Boosh und dessen Gehilfen Chainknee aus dem Elefantenreich (nach Dick Cheney).

## Hintergrund
Im November 2008 wurde in der Online-Ausgabe des Daily Telegraph eine Liste mit dem Titel Barack Obama: The 50 facts you might not know veröffentlicht. Zu den 50 genannten Funfacts gehörte die Angabe, dass Obama als Kind Comics der Serien Spider-Man und Conan the Barbarian gesammelt hat.
Die Idee zu Barack the Barbarian hatte Josh Blaylock, der Verleger von Devil’s Due Publishing, der aus dem aktuellen Trend zu Comics über Barack Obama etwas Cleveres machen wollte. Blaylock nahm Kontakt mit dem Texter Larry Hama auf. Hama war interessiert, regte aber die Änderung von Blaylocks Titelvorschlag Obama the Barbarian in Barack the Barbarian an. Zudem wollte Hama keine Parodie im Stil des Magazins MAD, sondern eine polemische Satire im Stil von Jonathan Swift, Mark Twain oder Voltaire schreiben. Schließlich sollte die Arbeit Hamas Anhängerschaft zu Obama widerspiegeln. Blaylock war einverstanden. Larry Hama sieht die Serie eher als eine Abfolge von Low-Fantasy-Geschichten denn als politische Satire.

## Kritik
Rich Johnston von der Comic-Website Bleeding Cool schrieb, Barack the Barbarian sei durch und durch ein Conan-Comic und man könne ihn, wenn man keinen Namen und keinen Persönlichkeit der US-amerikanischen Politik kenne, in einem Stück als solchen lesen. Die Bezugnahmen auf Obama, andere Politiker und die reale Politik wirkten auf Johnston allerdings zu oberflächlich und schablonenhaft.

## Ausgabe
- Barack the Barbarian Volume 1. Quest for the Treasure of Stimuli (Sammelband, 144 Seiten, Dezember 2009, ISBN 1-934692-79-4)